# Finale de la Ligue des champions de l'UEFA 2017-2018
La finale de la Ligue des champions 2017-2018 est la 63e finale de la Ligue des champions de l'UEFA. Ce match de football a eu lieu le 26 mai 2018  au Stade olympique de Kiev, en Ukraine.
Elle oppose l'équipe espagnole du Real Madrid, double champion en titre, à l'équipe anglaise du Liverpool FC. Il s'agit de la deuxième finale de Ligue des champions opposant ces deux clubs après celle de 1981. Au terme de la rencontre, le Real Madrid l'emporte sur le score de 3 buts à 1, remportant la treizième Ligue des champions de son histoire et la troisième d'affilée.
Vainqueur de la Ligue des champions, le Real Madrid dispute par la suite la Supercoupe de l'UEFA 2018, où il affronte l'Atlético Madrid, vainqueur de la finale de la Ligue Europa. Il prend également part à la Coupe du monde des clubs 2018 en tant que représentant de l'UEFA.

## Stade
Le Stade olympique de Kiev est désigné hôte de la finale à l'issue d'une réunion du Comité exécutif de l'UEFA à Athènes le 15 septembre 2016. Il s'agit de la première finale de Ligue des champions accueillie par le stade, où s'est notamment jouée la finale de l'Euro 2012.
Le stade a été inauguré en 1923 et rénové à plusieurs reprises depuis, notamment entre décembre 2008 et octobre 2011 en préparation de l'Euro 2012. Celui-ci abrite l'équipe nationale d'Ukraine ainsi que le club du Dynamo Kiev à l'occasion de ses rencontres européennes. Sa capacité est de 70 050 places.

## Contexte
Le Real Madrid dispute sa troisième finale d'affilée en Ligue des champions de l'UEFA et a la possibilité de remporter un treizième titre ainsi que de prendre par la même occasion sa revanche sur le Liverpool FC de la finale perdue en 1981.

## Parcours des finalistes
Note : dans les résultats ci-dessous, le score du finaliste est toujours donné en premier (D : domicile ; E : extérieur).
| Rang | Équipe            | Pts | J | G | N | P | Bp | Bc | Diff |
| ---- | ----------------- | --- | - | - | - | - | -- | -- | ---- |
| 1    | Tottenham Hotspur | 16  | 6 | 5 | 1 | 0 | 15 | 4  | +11  |
| 2    | Real Madrid       | 13  | 6 | 4 | 1 | 1 | 17 | 7  | +10  |
| 3    | Borussia Dortmund | 2   | 6 | 0 | 2 | 4 | 7  | 13 | -6   |
| 4    | APOEL Nicosie     | 2   | 6 | 0 | 2 | 4 | 2  | 17 | -15  |

| Rang | Équipe         | Pts | J | G | N | P | Bp | Bc | Diff |
| ---- | -------------- | --- | - | - | - | - | -- | -- | ---- |
| 1    | Liverpool FC   | 12  | 6 | 3 | 3 | 0 | 23 | 6  | +17  |
| 2    | Séville FC     | 9   | 6 | 2 | 3 | 1 | 12 | 12 | 0    |
| 3    | Spartak Moscou | 6   | 6 | 1 | 3 | 2 | 9  | 12 | -3   |
| 4    | NK Maribor     | 3   | 6 | 0 | 3 | 3 | 3  | 16 | -13  |

## Match

### Arbitrage
Le Serbe Milorad Mažić est nommé arbitre de la finale par l'UEFA. Le reste du corps arbitral se compose des Serbes Milovan Ristíc et Dalibor Djurdjevic en tant qu'assistants, Nenad Djokić et Danilo Grujić en tant qu'arbitres assistants supplémentaires, Nemanja Petrović en tant qu'arbitre de réserve, et du Français Clément Turpin en tant que quatrième arbitre.

### Feuille de match
Note : l'équipe « à domicile » (pour des raisons administratives) est déterminée par tirage au sort après celui des demi-finales le 13 avril 2018 au quartier général de l’UEFA à Nyon.
| Real Madrid ·   |                   |     |
| Titulaires :    |                   |     |
|                 |                   |     |
| 01              | Keylor Navas      |     |
| 02              | Dani Carvajal     | 37e |
| 04              | Sergio Ramos      |     |
| 05              | Raphaël Varane    |     |
| 12              | Marcelo           |     |
| 14              | Casemiro          |     |
| 08              | Toni Kroos        |     |
| 19              | Luka Modrić       |     |
| 22              | Isco              | 61e |
| 09              | Karim Benzema     | 89e |
| 07              | Cristiano Ronaldo |     |
|                 |                   |     |
| Remplaçants :   |                   |     |
| 13              | Kiko Casilla      |     |
| 06              | Nacho             | 37e |
| 011             | Gareth Bale       | 61e |
| 15              | Théo Hernandez    |     |
| 17              | Lucas Vázquez     |     |
| 20              | Marco Asensio     | 89e |
| 23              | Mateo Kovačić     |     |
|                 |                   |     |
| Entraîneur :    |                   |     |
| Zinédine Zidane |                   |     |

| Liverpool FC · |                        |     |
| Titulaires :   |                        |     |
|                |                        |     |
| 01             | Loris Karius           |     |
| 66             | Trent Alexander-Arnold |     |
| 06             | Dejan Lovren           |     |
| 04             | Virgil van Dijk        |     |
| 26             | Andrew Robertson       |     |
| 07             | James Milner           | 83e |
| 14             | Jordan Henderson       |     |
| 05             | Georginio Wijnaldum    |     |
| 011            | Mohamed Salah          | 31e |
| 09             | Roberto Firmino        |     |
| 19             | Sadio Mané 82e         |     |
|                |                        |     |
| Remplaçants :  |                        |     |
| 22             | Simon Mignolet         |     |
| 02             | Nathaniel Clyne        |     |
| 17             | Ragnar Klavan          |     |
| 18             | Alberto Moreno         |     |
| 20             | Adam Lallana           | 31e |
| 23             | Emre Can               | 83e |
| 29             | Dominic Solanke        |     |
|                |                        |     |
| Entraîneur :   |                        |     |
| Jürgen Klopp   |                        |     |

| Real Madrid ·   |                   |     |
| Titulaires :    |                   |     |
|                 |                   |     |
| 01              | Keylor Navas      |     |
| 02              | Dani Carvajal     | 37e |
| 04              | Sergio Ramos      |     |
| 05              | Raphaël Varane    |     |
| 12              | Marcelo           |     |
| 14              | Casemiro          |     |
| 08              | Toni Kroos        |     |
| 19              | Luka Modrić       |     |
| 22              | Isco              | 61e |
| 09              | Karim Benzema     | 89e |
| 07              | Cristiano Ronaldo |     |
|                 |                   |     |
| Remplaçants :   |                   |     |
| 13              | Kiko Casilla      |     |
| 06              | Nacho             | 37e |
| 011             | Gareth Bale       | 61e |
| 15              | Théo Hernandez    |     |
| 17              | Lucas Vázquez     |     |
| 20              | Marco Asensio     | 89e |
| 23              | Mateo Kovačić     |     |
|                 |                   |     |
| Entraîneur :    |                   |     |
| Zinédine Zidane |                   |     |

| Liverpool FC · |                        |     |
| Titulaires :   |                        |     |
|                |                        |     |
| 01             | Loris Karius           |     |
| 66             | Trent Alexander-Arnold |     |
| 06             | Dejan Lovren           |     |
| 04             | Virgil van Dijk        |     |
| 26             | Andrew Robertson       |     |
| 07             | James Milner           | 83e |
| 14             | Jordan Henderson       |     |
| 05             | Georginio Wijnaldum    |     |
| 011            | Mohamed Salah          | 31e |
| 09             | Roberto Firmino        |     |
| 19             | Sadio Mané 82e         |     |
|                |                        |     |
| Remplaçants :  |                        |     |
| 22             | Simon Mignolet         |     |
| 02             | Nathaniel Clyne        |     |
| 17             | Ragnar Klavan          |     |
| 18             | Alberto Moreno         |     |
| 20             | Adam Lallana           | 31e |
| 23             | Emre Can               | 83e |
| 29             | Dominic Solanke        |     |
|                |                        |     |
| Entraîneur :   |                        |     |
| Jürgen Klopp   |                        |     |

### Statistiques
| Statistique    | Real | Liverpool |
| -------------- | ---- | --------- |
| Buts marqués   | 0    | 0         |
| Tirs           | 5    | 9         |
| Tirs cadrés    | 0    | 1         |
| Arrêts         | 1    | 0         |
| Possession     | 65%  | 35%       |
| Corners        | 2    | 2         |
| Fautes         | 2    | 10        |
| Hors-jeu       | 4    | 1         |
| Cartons jaunes | 0    | 0         |
| Cartons rouges | 0    | 0         |

| Statistique    | Real | Liverpool |
| -------------- | ---- | --------- |
| Buts marqués   | 3    | 1         |
| Tirs           | 7    | 3         |
| Tirs cadrés    | 5    | 1         |
| Arrêts         | 0    | 2         |
| Possession     | 58%  | 42%       |
| Corners        | 7    | 3         |
| Fautes         | 3    | 8         |
| Hors-jeu       | 3    | 2         |
| Cartons jaunes | 0    | 1         |
| Cartons rouges | 0    | 0         |

| Statistique    | Real | Liverpool |
| -------------- | ---- | --------- |
| Buts marqués   | 3    | 1         |
| Tirs           | 12   | 12        |
| Tirs cadrés    | 5    | 2         |
| Arrêts         | 1    | 2         |
| Possession     | 62%  | 38%       |
| Corners        | 9    | 5         |
| Fautes         | 5    | 18        |
| Hors-jeu       | 7    | 3         |
| Cartons jaunes | 0    | 1         |
| Cartons rouges | 0    | 0         |